# Joseph Pease (1er baronnet)
Pour les articles homonymes, voir Joseph Pease.
Joseph Whitwell Pease, né à Darlington le 23 juin 1828 et mort le 23 juin 1903, est un industriel, banquier et homme politique du Parti libéral britannique qui siège à la Chambre des communes de 1865 à 1903. Il devient 1er baronnet en 1882 et est le premier quaker à obtenir cette distinction.
Né dans une famille quaker prestigieuse, Joseph Pease est le fils aîné de Joseph Pease, industriel et homme politique réputé. Il rejoint l'entreprise familiale à Darlington, participant activement à son expansion et à sa prospérité. Il se distingue dans le secteur bancaire et immobilier. Propulsé dans l'administration de plusieurs entreprises, il obtient plusieurs postes de présidence. 
Joseph Pease s'illustre également sur la scène politique. Élu député de South Durham en 1865 puis de Barnard Castle en 1885, il se démarque par son soutien aux réformes sociales et à l'éducation, ainsi que par son opposition à la peine de mort. Il est également un fervent défenseur des propositions de William Ewart Gladstone.
Engagé dans des causes humanitaires, Pease préside la London Peace Society et milite contre le commerce de l'opium, cherchant à sensibiliser l'opinion publique et à influencer les politiques gouvernementales.
Cependant, la fin de sa vie est marquée par des revers financiers, notamment la faillite de l'entreprise bancaire familiale, conduisant à la vente d'une grande partie de sa précieuse collection d'art. Joseph Pease s'éteint à Falmouth en Cornouailles le 23 juin 1903, le jour de son 75e anniversaire.

## Biographie

### Famille et formation
Il est le fils aîné de Joseph Pease (1799-1872) et son épouse Emma Gurney, fille de Joseph Gurney de Lakenham Grove, Norwich. Son père est un industriel quaker et un pionnier des chemins de fer de Darlington, et député de South Durham de 1832 à 1841. Pease fait ses études à l'école quaker de Lawrence Street à York (qui est plus tard la Bootham School). 
Après sa formation, il se trouve confronté au monde des affaires dans lequel il s'évertue à maintenir le prestige du nom de famille Pease. En 1849, à peine majeur, il accompagne le regain de prospérité dans le District de Cleveland en intégrant l'entreprise familiale.
Il épouse Mary Fox, fille d'Alfred Fox de la famille Fox de Falmouth le 23 août 1854. Ils ont six filles et deux fils: Alfred et Jack. Elle décède le 3 août 1892.

### Homme d'affaires

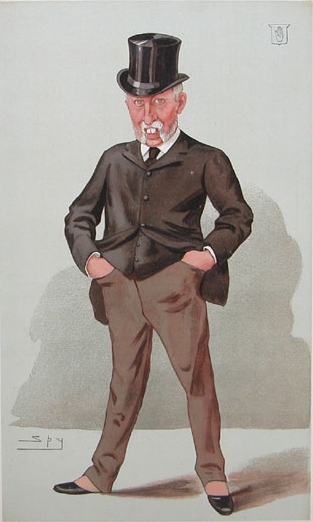
"Paix" Pease caricaturé par Spy (Leslie Ward) dans Vanity Fair, octobre 1887

Il entre dans le monde de la finance dès l'âge de 17 ans en intégrant le partenariat bancaire Pease de Darlington en 1845. Il s'engage alors dans les projets de l'entreprise ferroviaire et la gestion des filatures de laine, des houillères et du commerce du fer. 
Il devient rapidement administrateur puis président du Stockton and Darlington Railway, mais également propriétaire de mines de charbon et de fer à Durham et dans le Yorkshire, et administrateur de nombreuses sociétés, dont l'entreprise familiale d'origine Henry Lease Pease & Co., la banque familiale J & JW Pease, The Owners of the Middlesbrough Estate, les fabricants de locomotives Robert Stephenson and Company et la North Eastern Railway dont il devient président en 1894. 
Son oncle, Henry Pease (en) le soutien dans ses différentes entreprises, si bien que ce dernier en fait son légataire testamentaire principal. À son décès, le 30 mai 1881, Joseph hérite d'une fortune évaluée à £360,000 et devient l'homme d'affaires de toute la famille Pease. Ce rôle de chef de l'entreprise familiale l'amène à favoriser sa carrière publique et à s'engager au sein de la majorité des mouvements philanthropiques et religieux.

### Carrière publique
Il est juge de paix pour Durham et lieutenant adjoint pour North Riding of Yorkshire, président de la London Peace Society, président de la société pour la suppression du commerce de l'opium, et militant contre la peine capitale. Il est président de la Bootham School Old Scholars Association (BOSA) de 1879 jusqu'à sa mort en 1903.
Aux élections générales de 1865, lorsque son oncle Henry prend sa retraite de ses fonctions de député de South Durham, il se présente et est à son tour élu député de South Durham. Il occupe le siège jusqu'à ce qu'il soit redécoupé en vertu de la loi de 1885 sur la redistribution des sièges. Il est créé baronnet de Hutton Lowcross et Pinchinthorpe en 1882, le premier quaker à accepter un honneur de l'État, et en 1894 se voit offrir une pairie par Gladstone, mais exprime son indifférence. Aux élections générales de 1885, il est élu député de Barnard Castle et occupe le siège jusqu'à sa mort en 1903.
Dans ses prises de position, il est particulièrement actif au sein des réformes sociales et met en avant l'accès à l'éducation. Il soutient également fortement William Ewart Gladstone sur toutes ses questions, ce compris le Home Rule prévoyant l'autonomie irlandaise. 
Il est également président de la London Peace Society ainsi que de la Société pour la répression du commerce de l'opium. Pour cette dernière, Pease tente de faire adopter une motion à la Chambre des communes en 1891 pour déclarer le commerce de l'opium « moralement indéfendable » et retirer au gouvernement son soutien. La motion n'est pas adoptée (malgré le soutien de la majorité à la Chambre) en raison d'un amendement demandant une compensation à l'Inde, mais elle met la campagne anti-opium sous les yeux du public et accroit l'opposition au commerce,.

### Fin de vie
Au cours de l'année 1902, l'entreprise bancaire familiale devient insolvable à cause d'un règlement judiciaire dans l'affaire de l'administration de la succession de la nièce de Joseph, Mary Pease, comtesse de Portsmouth et épouse de Newton Wallop. Joseph et ses fils sont sauvés de justesse de la procédure de faillite grâce au soutien financier de leurs associés, mais le rachat de l'entreprise bancaire par Barclay & Co entraîne la confiscation de la majeure partie de ses biens.
Il est alors contraint de vendre une grande partie de sa collection d'art. Il est décédé l'année suivante à Falmouth dans les Cornouailles d'une insuffisance cardiaque le jour de ses 75 ans. Il est enterré à Darlington.

## Titre honorifique
Le 18 mai 1882, William Gladstone lui octroie le titre de 1er Barronnet. Il s'agit de la première fois qu'un quaker obtient une distinction de ce niveau.

## Collectionneur d'art

### Inadéquation avec la doctrine quaker
En tant que membre de la troisième génération de la famille Pease de Darlington, Joseph est représentatif de l'évolution rapide du mode de vie quaker et leur succès économique généralisé. La prospérité considérable des quakers contribue également à les éloigner des principes fondamentaux de leur croyance que sont le témoignage de simplicité. 
Les bonnes pratiques commerciales imposent un certain niveau d’engagement dans les activités sociales. Pour être compétitifs en affaires, les Quakers ont dû, dans une certaine mesure, rejoindre le monde culturellement sophistiqué dans son ensemble. De nombreux quakers prospères vivent dans de belles maisons richement meublées, parfois des manoirs, et certaines d'entre elles sont agrémentées d'œuvres d'art.
L'activité de collectionneur de Joseph n'est pas isolée et représente bien les changements philosophiques qui s'opèrent au cours des deux siècles qui précèdent l'ère victorienne. Un changement qui se produit brusquement au milieu du XIXe siècle en réponse aux changements de statut économique au sein de la Société des Amis. De plus, sa position d'homme politique et d'homme d'affaires prospère exige sa participation aux divertissements sociaux et activités culturelles.

### Collection
Avant son élection au Parlement, Joseph démontre déjà son intérêt pour les beaux-arts. Sa collection comprenait environ 25 tableaux dont A Moorish Garden : A Dream of Granada de Frederic Leighton, The Catapult d'Edward Poynter ou encore Milk et Home from Gleaning de Valentine Prinsep. Les achats de Joseph Pease concernait de nombreux portraits de famille réalisés par des artistes proches de la famille comme Alphonse Legros, Heywood Hardy, Charles Napier Kennedy. Il se fait représenter en buste par Thomas Woolner en 1869 tandis que sa femme se fait peindre le portrait par Edward Poynter.
Sa collection s'étend également à une très large bibliothèque comprenant plus de 5.500 volumes tels que le Liber Studiorum et des gravures de Samuel Cousins et FC Lewis. Ces documents ne sont destinés qu'à son plaisir personnel en tant qu'amateur d'art et de lecture.
Le 28 mars 1903, sa collection est vendue aux enchères chez Christie's à Londres.